# Sacha Baron Cohen

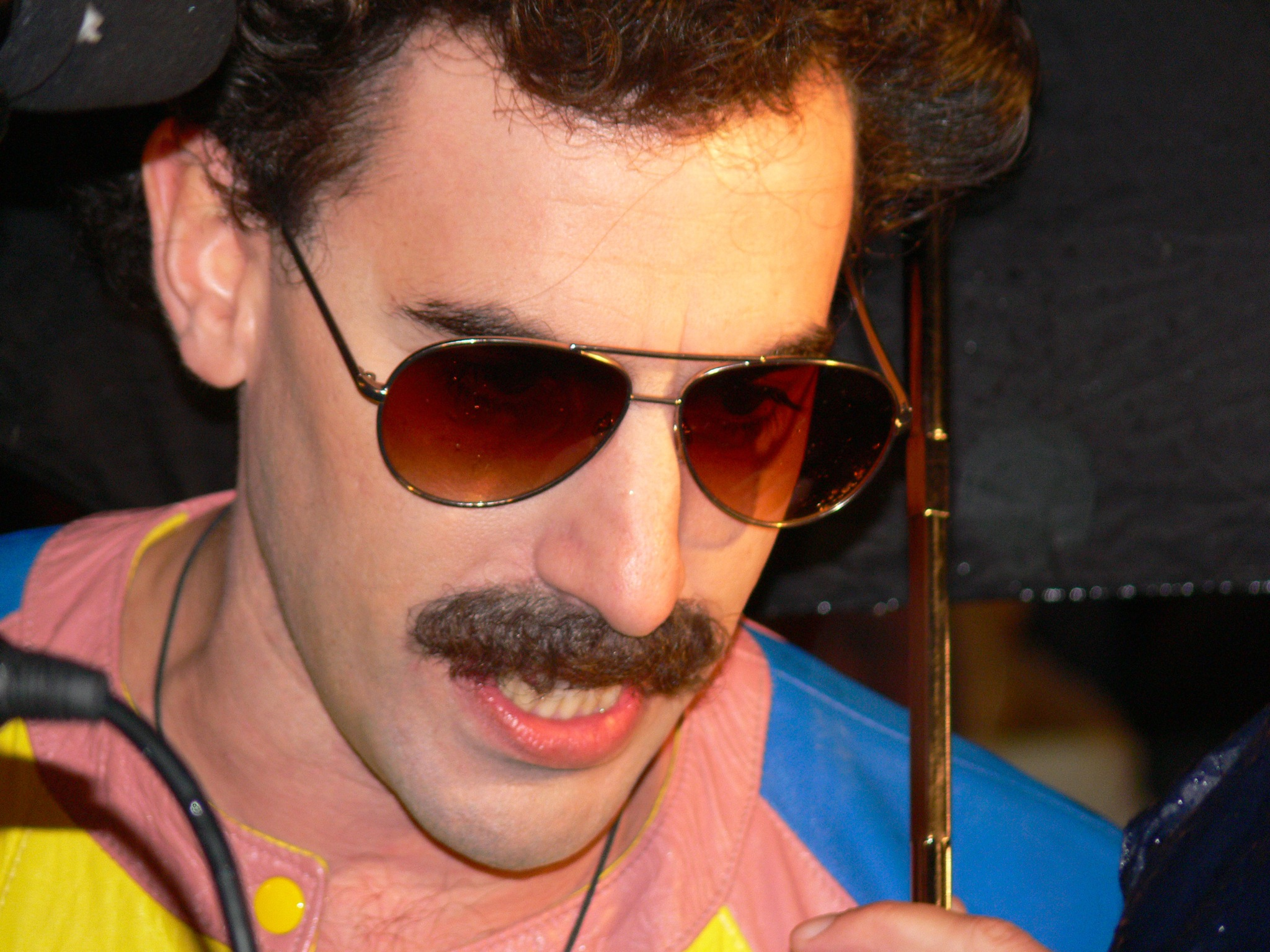
Sacha Baron Cohen jako Borat podczas premiery swojego filmu na Leicester Square w Londynie, 25 października 2006

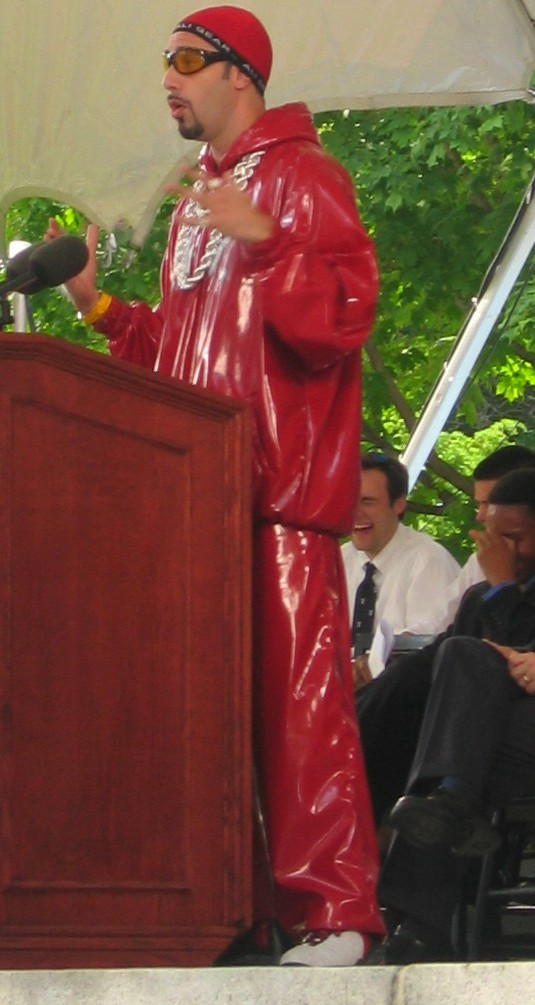
Cohen jako Ali G

Sacha Noam Baron Cohen (ur. 13 października 1971 w Londynie, w Wielkiej Brytanii) – brytyjski komik, najbardziej znany z postaci komediowych, jakie stworzył: Ali G (MC i początkujący gangster ze Staines), Borat (reporter z Kazachstanu), Bruno (ekstrawagancki projektant mody i gej z Austrii) oraz Admirał Generał Aladeen (dyktator w fikcyjnym państwie Wadiya). Sacha Baron Cohen jest kuzynem profesora psychopatologii rozwojowej Uniwersytetu Cambridge – Simona Barona-Cohena.

## Życiorys
Baron Cohen (Baron nie jest tytułem szlacheckim, lecz pierwszą częścią jego dwuczłonowego nazwiska, anglicyzacją imienia Baruch) urodził się w dzielnicy Hammersmith w Londynie, w średnio zamożnej rodzinie żydowskiej jako drugi z trzech synów Geralda Barona Cohena i Danielli Weiser. Jego ojciec jest właścicielem sklepu z odzieżą męską na ulicy Piccadilly w Londynie i pochodzi z Walii, matka natomiast jest rodowitą Izraelką o perskim pochodzeniu.
Sacha uczęszczał do prywatnej szkoły Haberdashers’ Aske’s Boys’ School w Elstree. Następnie studiował historię na Christ’s College w ramach Uniwersytetu Cambridge. Jego dysertacja dotyczyła udziału Żydów w amerykańskim ruchu przeciwko dyskryminacji rasowej, kładąc szczególny nacisk na morderstwo trzech aktywistów Jamesa Chaneya, Andrew Goodmana i Michaela Schwernera w Philadelphii (stan Missisipi) w 1964 r.
W należącym do uniwersytetu Cambridge teatrze Footlights brał udział w takich sztukach jak Cyrano de Bergerac i Skrzypek na dachu.
Był również członkiem żydowskiego ruchu młodzieżowego Habonim Dror i spędził rok w Izraelu w ramach programu Habonim Dror Shnat.
W marcu 2010 Baron Cohen wziął ślub z australijską aktorką Islą Fisher. 19 października 2007 przyszła na świat ich córka Olive. Isla Fisher, aby być żoną Barona, przeszła na judaizm. Według producenta filmowego Jaya Roacha Baron Cohen przestrzega obrządku religijnego; np. jada potrawy koszerne i nie używa telefonu w czasie szabatu.

## Wczesna kariera
W 1994 roku telewizja Channel 4 szukała zastępstwa dla programów z cyklu The Word i ogłosiła, że poszukuje prezenterów. Baron Cohen wysłał swoje nagranie, w którym występował jako Kristo, fikcyjny reporter telewizyjny z Albanii (który później przekształcił się w Borata z Kazachstanu). Nagranie przykuło uwagę i zapadło w pamięć jednego z producentów. Baron Cohen w międzyczasie pracował bez przekonania w firmie telewizyjnej w Swindon.

## Ali G i status gwiazdy
Baron Cohen zyskał na sławie gdy jego postać, Ali G, zaczęła pojawiać się w The Eleven O’Clock Show na Channel 4. Da Ali G Show powstało w 2000 roku i zdobyło nagrodę BAFTA za najlepszą serię komediową w następnym roku. W 2001 roku, Ali G wystąpił w teledysku Madonny Music. W 2002 roku, Ali G był główną postacią filmu Ali G Indahouse, w którym został wybrany do parlamentu brytyjskiego i musiał udaremnić spisek mający na celu zniszczenie domu kultury w jego rodzinnym mieście Staines. W 2003 roku talk-show Ali G trafił do Stanów Zjednoczonych, gdzie był wyświetlany przez HBO.
Inne postacie wykreowane przez Barona Cohena to Borat, naiwny reporter telewizyjny z Kazachstanu, charakteryzujący się antysemityzmem i mizoginizmem. Trzecie wcielenie Cohena to Bruno, homoseksualny austriacki prezenter programu poświęconego modzie, któremu często udaje się wywołać bezwiedne, kontrowersyjne wypowiedzi rozmówców, jak też namówić do uczestnictwa w ośmieszających akcjach. Próbuje doprowadzić osoby z którymi rozmawia do zaprzeczenia własnym słowom, często w ramach tego samego wywiadu. Wykorzystał tę umiejętność zadając pytania typu tak/nie i prosząc rozmówców o odpowiadanie przez „Ach-Ja” (tak) lub „Nicht-Nicht” (nie).
Wywiady Alego G ze znanymi ludźmi (często politykami) cieszyły się złą sławą, ponieważ jego rozmówcy nie wiedzieli o żartobliwym charakterze programu, w którym występują. W co najmniej jednym przypadku rozmówca został poinformowany jedynie o tym, że Ali G prowadzi popularny program dla dzieci na MTV. W rezultacie wiele osób nie protestowało nawet w przypadku dość nieprzyzwoitych pytań, co prowadziło do zaskakujących rozmów. Do jego gości należeli m.in. astronauta Buzz Aldrin, pisarz Gore Vidal, Donald Trump (przed jego prezydenturą), koszykarz Shaquille O’Neal, egipski milioner Mohamed Al-Fayed, były rzecznik parlamentu USA Newt Gingrich, komentator polityczny Pat Buchanan, profesor Noam Chomsky, piłkarz David Beckham, były sekretarz ONZ Boutros Boutros-Ghali (do którego Ali G zwracał się jako „Boutros Boutros Boutros Boutros-Ghali”), były polityk brytyjski Neil Hamilton i dziennikarz Andy Rooney.

## Inne dokonania
Sacha Baron Cohen występował w sezonie 5 sitcomu Pohamuj entuzjazm (Curb Your Enthusiasm) z Dustinem Hoffmanem. Dwukrotnie prowadził ceremonię MTV Europe Music Awards, 8 listopada 2001 we Frankfurcie jako Ali G oraz 3 listopada 2005 w Lizbonie jako Borat. Przemawiał również do studentów Uniwersytetu Harwarda w przeddzień inauguracji roku 2004. Udzielał głosu królowi lemurów, Julianowi, w filmie Madagaskar wydanym przez Dreamworks Animation w 2005 roku. Podczas ceremonii MTV Movie Awards w 2005 r., jako Borat zapowiedział wykonanie Crazy Gnarlsa Barkleya, dodając ostre seksistowskie komentarze na temat Jessiki Simpson. Jego wystąpienie było w konsekwencji wycięte z powtórek nagrania. W listopadzie 2006 r. na wręczeniu nagród MTV EMA w Kopenhadze, ubrany w różowy trykot – parodiował występ Madonny z 2005 r. W 2011 r. zagrał jedną z głównych ról w filmie Martina Scorsese Hugo i jego wynalazek (Hugo), wielokrotnie nagradzanym, m.in. pięcioma Oscarami i Złotym Globem. 9 maja 2012 odbyła się światowa premiera jego filmu pt. Dyktator. Jest jednym z twórców serialu The Spy (przedstawiającego historię wywiadowczej działalności agenta izraelskiego Mosadu – Eliego Cohena alias Kamela Amina Tabeta), w którym zagrał też główną rolę.

## Filmy muzyczne
Cohen z powodzeniem występuje w filmach muzycznych. W musicalu „Sweeney Todd – demoniczny golibroda z Fleet Street” Tima Burtona (premiera w USA: 21 grudnia 2007) zagrał krótki epizod wcielając się w rolę golibrody udającego Włocha.
W filmie Les Misérables. Nędznicy z roku 2012 zagrał charakterystyczną partię karczmarza Thenardiera.
Aktor miał się wcielić w postać Freddie Mercury’ego w planowanym filmie biograficznym o liderze grupy Queen, jednak jego kandydatura nie została ostatecznie przyjęta.

## Borat
3 listopada 2006 odbyła się premiera filmu pełnometrażowego Borat: Podpatrzone w Ameryce, aby Kazachstan rósł w siłę, a ludzie żyli dostatniej. Fabuła dotyczy zwariowanej podróży budką z lodami przez Stany Zjednoczone. Główny bohater ma obsesję na punkcie małżeństwa z Pamelą Anderson. Niektórzy kwalifikują ten film jako niereżyserowany mockumentary (z ang. „przedrzeźniający film dokumentalny”). W filmie Borat przeprowadza wywiady z Amerykanami wyśmiewając różne aspekty amerykańskiej kultury. Znalazły się tam również nieprzewidziane występy, jak np. Borat uprawiający nago zapasy ze swym otyłym przyjacielem w czasie zebrania. 16 stycznia 2007 otrzymał Złoty Glob w kategorii Najlepszy aktor w komedii lub musicalu.

## Bruno

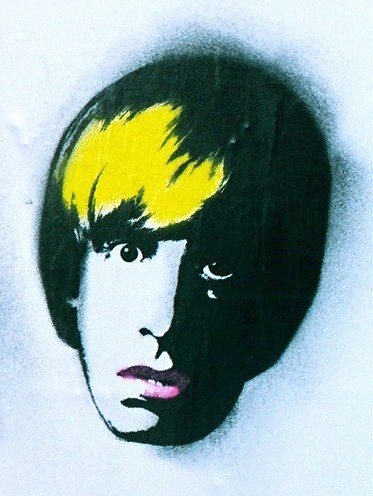
Bruno Gehard

Bruno Gehard (czasem z pisownią Brüno) kolejna fikcyjna osobowość telewizyjna stworzona przez Cohena w jego programie Da Ali G Show. Postać ta jest karykaturą modnego, homoseksualnego Austriaka. Twierdzi on, że jest przedstawicielem młodzieżowej telewizji z Austrii i często porusza sprawy homoseksualizmu i mody rozmawiając z gośćmi swojego programu Funkyzeit mit Bruno. Piosenka Crank It Up Scootera (album Our Happy Hardcore) jest tematem muzycznym programu. Według strony w serwisie Channel 4, „Bruno” pełni funkcję zarówno imienia, jak i nazwiska, podobnie jak Madonna, Cher czy Sting. W 2009 powstał pełnometrażowy film Brüno.

## Nagrody
- Złoty Glob 2007: Borat (Najlepszy Aktor w Komedii lub Musicalu)
- Nagroda BAFTA 2001: Najlepsza komedia za Da Ali G Show